# 左書
左書，贵州平壩人，清政治人物、進士出身。
乾隆三十七年（1772年）壬辰科進士，后官知縣通判。